# رویو پیانو
رویو پیانو (به ایتالیایی: Roio Piano) یک منطقهٔ مسکونی در ایتالیا است که در لاکوئیلا واقع شده‌است. رویو پیانو ۵۲۰ نفر جمعیت دارد و ۸۱۰ متر بالاتر از سطح دریا واقع شده‌است.